# Claude Champion de Crespigny
Claude Champion de Crespigny, 4e Baronnet, né le 20 avril 1847 à Chelsea et mort le 26 juin 1935 à Maldon, est un aventurier, sportif, militaire et explorateur britannique.

## Biographie
Il est le fils de Claude William Champion de Crespigny, 3e Baronnet et de Mary de Crespigny.
Il étudie à Temple Grove, à East Sheen, jusqu'à l'âge de treize ans puis entre dans la Marine. Il sert alors comme aspirant sur le Warrior en 1862 puis, en 1866, est incorporé à l'armée en tant qu'enseigne dans le King's Royal Rifle Corps (60e) en Irlande et en Inde.
Il explore à la fin des années 1860 la partie nord de Bornéo et établit un rapport sur les gisements de pétrole à Sarawak,.
Après avoir participé à des combats de boxe et traversé à la nage les rapides d'Assouan, en 1882, il se lance dans le pilotage de montgolfières et l'année suivante traverse la mer du Nord. Il obtient alors la médaille d'or de la Balloon Society pour cet exploit.
En 1883, le sultan de Brunei (sultan Abdul Momin) cède la région de Baram (y compris Miri) à Charles Brooke,. La quatrième division de Sarawak a immédiatement été créée avec l'installation de Claude Champion de Crespigny comme le premier résident de la Division.
Il publie ses mémoires en 1896 et se retire du steeple-chase dont il avait commencé la pratique en 1867, en 1914.
Il fut aussi un champion de badminton,.
Il meurt à son domicile, Champion Lodge, à Maldon, le 26 juin 1935.